# Jesús Cisneros Ríos
Jesús  Eduardo Cisneros Ríos (Huancayo, Provincia de Huancayo, Perú, 18 de marzo de 1978) es un exfutbolista peruano que jugaba como  guardameta y su último equipo fue el Juan Aurich de la Liga 2. Tiene 47 años. Actualmente se desempeña como preparador de arqueros en el club Cienciano de la Liga 1.

## Trayectoria
Juega la Copa Libertadores 2005 y la Copa Libertadores 2006 con Cienciano, siendo suplente de Óscar Ibáñez. Luego de una gran campaña en el 2009 con el Sport Huancayo donde lo clasificó a su primera Copa Sudamericana fue traspasado a Alianza Lima club donde fue el tercer arquero jugando 1 solo y partido, estando detrás de Salomón Libman y George Forsyth. Logró clasificar a la Copa Libertadores 2011 luego de quedar 3.er puesto. Por todo el 2011 se adueñó del arco charapa en el CNI de Iquitos.
El 2012 y 2013 regresa a Cienciano, donde hace dos años extraordinarios.
En el 2014 y 2015 juega para  León de Huánuco, clasificando a la Copa Sudamericana 2015. Donde enfrentó a Emelec.
En el 2016 ficha para La Universidad César Vallejo, estando hasta agosto.
Donde pasa a Juan Aurich de Chiclayo, Ese mismo año 2016 clasifica a la Copa Sudamericana, para el siguiente año 2017, siendo uno de los valores más importantes del equipo Chiclayano al mando del Profesor Víctor Rivera. Para el 2017 sigue en el cuadro Aurichista.
Para la temporada 2018 juega para el Atlético Grau de la Segunda División del Perú.
Para la temporada 2019 vuelve al Juan Aurich para regresarlo a Liga 1.

## Clubes
| Club                      | País | Año         |
| ------------------------- | ---- | ----------- |
| Virgen de Chapi           | Perú | 1998 - 1999 |
| Unión Minas               | Perú | 2000        |
| Bella Esperanza           | Perú | 2001        |
| Estudiantes de Medicina   | Perú | 2002        |
| Alianza Lima              | Perú | 2003        |
| Cienciano                 | Perú | 2004 - 2008 |
| Sport Huancayo            | Perú | 2009        |
| Alianza Lima              | Perú | 2010        |
| CNI                       | Perú | 2011        |
| Cienciano                 | Perú | 2012 - 2014 |
| León de Huánuco           | Perú | 2015        |
| Universidad César Vallejo | Perú | 2016        |
| Juan Aurich               | Perú | 2016 - 2017 |
| Atlético Grau             | Perú | 2018        |
| Juan Aurich               | Perú | 2019        |

## Palmarés

### Campeonatos nacionales
| Título                 | Club         | País | Año  |
| ---------------------- | ------------ | ---- | ---- |
| Torneo Descentralizado | Alianza Lima | Perú | 2003 |
| Torneo Apertura        | Cienciano    | Perú | 2005 |
| Torneo Clausura        | Cienciano    | Perú | 2006 |

### Torneos internacionales
| Título              | Club      | País | Año  |
| ------------------- | --------- | ---- | ---- |
| Recopa Sudamericana | Cienciano | Perú | 2004 |